# Hanna Orre
Hanna Orre (1974) è un'ex sciatrice alpina svedese.

## Biografia
La Orre debuttò in campo internazionale in occasione dei Mondiali juniores di Monte Campione/Colere 1993; in Coppa Europa conquistò l'ultima vittoria, nonché ultimo podio, il 27 gennaio 1996 a Krieglach in slalom speciale e prese per l'ultima volta il via il 22 gennaio 1997 a Bischofswiesen in slalom gigante (33ª). Si ritirò al termine di quella stessa stagione 1996-1997 e la sua ultima gara fu uno slalom speciale FIS disputato il 28 marzo a Getberget/Sundsvall; non esordì in Coppa del Mondo né prese parte a rassegne olimpiche o iridate.

## Palmarès

### Coppa Europa
- 1 podio (dati dalla stagione 1994-1995):
  - 1 vittoria

#### Coppa Europa - vittorie
| Data            | Località  | Paese   | Specialità |
| --------------- | --------- | ------- | ---------- |
| 27 gennaio 1996 | Krieglach | Austria | SL         |

Legenda:

SL = slalom speciale

### Campionati svedesi
- 1 medaglia (dati parziali):
  - 1 bronzo (supergigante nel 1997)